# Carlos Marinelli
Carlos Ariel Marinelli (Villa de Mayo, Gran Buenos Aires, 14 de marzo de 1982) es un exfutbolista argentino que se desempeñaba como mediocampista ofensivo. Surgido de Boca Juniors, fue vendido en 1999 a la edad de 17 años al Middlesbrough F. C. por 4 millones de dólares. Además de Argentina e Inglaterra, se desempeñó en equipos de Italia, Estados Unidos, Portugal, Hungría, Colombia y Perú. 
Fue el representante de Pedro Gallese, portero de la selección peruana hasta el año 2021.

## Trayectoria
Su carrera futbolística la comenzó en las divisiones inferiores de la Asociación Atlética Argentinos Juniors y luego, con 14 años, transferido junto a otros juveniles al Boca Juniors en su natal Argentina. De allí fue transferido a la Premier League inglesa, al club Middlesbrough por 1.5 millones de libras. En aquel entonces (1999) la prensa local lo calificó como el Nuevo Maradona.
Luego de no cumplir con las expectativas, Marinelli viajó a Italia donde fichó con el Torino FC.
En 2004 fue repatriado a su Boca Juniors que estaba bajo la dirección del técnico Carlos Bianchi, con quién no logró tener buena relación dado que su adquisición fue políticamente reprobada por el técnico.[cita requerida]
Por esta razón fue transferido a Racing Club. En 2005 el volante regresó con el club de Turín. En el 2006 hizo parte del Braga de Portugal, donde no tuvo continuidad.
En 2008, Marinelli jugó con el Kansas City Wizards, club de la Major League Soccer de los Estados Unidos, donde jugó 41 partidos.
El 8 de diciembre de 2008, se confirmó su traspaso del balompié estadounidense para el club Millonarios de Bogotá, donde jugaría en la temporada 2009 el Fútbol Profesional Colombiano. El 20 de abril de 2009, sale de Millonarios luego de su bajo nivel demostrado en el Torneo Apertura 10 partidos jugados, sin goles y con tres expulsiones.
Desde el 25 de mayo hasta el 22 de junio de 2009, entrenó con Huracán de la Primera División de Argentina con el permiso del Director técnico del "Globo" Ángel Cappa. Marinelli pretendía integrarse de lleno al plantel en junio de cara al Torneo Apertura 2009 que era lo más probable que ocurriera de lo contrario tendría que buscar un nuevo club en el cual seguir su carrera, fue así como comenzó a entrenar con Argentinos Juniors convenciendo al técnico del "Bicho" Claudio Borghi para firmar un contrato y quedarse en el club.
Luego pasó por Aldosivi de la Primera "B" Nacional y en el 2011 fichó por la Universidad San Martín de Perú hasta el final de la temporada. En agosto de 2012, luego de estar inactivo por ocho meses, regresó a la Universidad San Martín, firmando contrato hasta diciembre de 2013.

## Clubes
| Club                   | País           | Temporadas | PJ[cita requerida] | Goles[cita requerida] |
| ---------------------- | -------------- | ---------- | ------------------ | --------------------- |
| Boca Juniors           | Argentina      | 1999-2000  | 0                  | 0                     |
| Middlesbrough FC       | Inglaterra     | 2000-2002  | 33                 | 2                     |
| Torino FC              | Italia         | 2002-2003  | 7                  | 0                     |
| Middlesbrough FC       | Inglaterra     | 2003       | 10                 | 1                     |
| Boca Juniors           | Argentina      | 2004       | 3                  | 0                     |
| Racing Club            | Argentina      | 2004       | 11                 | 0                     |
| Torino FC              | Italia         | 2005       | 16                 | 1                     |
| SC Braga               | Portugal       | 2005-2006  | 4                  | 0                     |
| Kansas City Wizards    | Estados Unidos | 2007-2008  | 41                 | 1                     |
| Millonarios            | Colombia       | 2009       | 10                 | 0                     |
| Aldosivi               | Argentina      | 2010       | 13                 | 2                     |
| Győri ETO              | Hungría        | 2010       | 4                  | 0                     |
| Universidad San Martín | Perú           | 2011-2015  | 68                 | 5                     |